# Vetle Sjåstad Christiansen
Vetle Sjåstad Christiansen (Ringerike, 12 maggio 1992) è un biatleta norvegese.

## Biografia
Vetle Sjåstad Christiansen, originario di Hønefoss, proviene da una famiglia di grandi tradizioni negli sport invernali: era nipote dello sciatore alpino Asle Sjåstad ed è fratello della sciatrice freestyle Tiril. In Coppa del Mondo ha esordito il 1º dicembre 2012 a Östersund (27º in una sprint) e ha ottenuto la prima vittoria, nonché primo podio, il 9 dicembre successivo in staffetta a Hochfilzen, dove il 15 dicembre 2018 ha conquistato anche il primo podio individuale (3º nell'inseguimento). Nel corso della stessa stagione, si è assicurato anche il primo successo individuale, il 15 febbraio 2019 nella sprint di Soldier Hollow, oltre alle prime medaglie iridate nel suo esordio ai Mondiali a Östersund 2019 (oro nella staffetta e nella staffetta mista piazzandosi anche 31º nella sprint, 23º nell'inseguimento, 8º nell'individuale e 12º nella partenza in linea).
L'anno dopo ai Mondiali di Anterselva 2020 ha vinto la medaglia d'argento nella staffetta e si è posizionato 33º nella sprint, 10º nell'inseguimento, 62º nell'individuale e 13º nella partenza in linea, mentre a quelli di Pokljuka 2021 ha conquistato nuovamente la medaglia d'oro nella staffetta e si è classificato 16º nella partenza in linea. Ha preso parte per la prima volta ai Giochi olimpici invernali a Pechino 2022, nei quali ha vinto la medaglia d'oro nella staffetta e quella di bronzo nella partenza in linea e si è piazzato 20º nella sprint, 12º nell'inseguimento e 13º nell'individuale; l'anno dopo ai Mondiali di Oberhof 2023 ha vinto la medaglia d'argento nella staffetta, è stato 6º nella sprint, 5º nell'inseguimento, 12º nella partenza in linea e 10º nell'individuale e al termine di quella stagione 2022-2023 ha conquistato la Coppa del Mondo di partenza in linea e la Coppa del Mondo di individuale. Ai Mondiali di Nové Město na Moravě 2024 ha vinto la medaglia d'argento nella staffetta, quella di bronzo nella sprint e nell'inseguimento e si è piazzato 16º nell'individuale e 8º nella partenza in linea.

## Palmarès

### Olimpiadi
- 2 medaglie:
  - 1 oro (staffetta a Pechino 2022)
  - 1 bronzo (partenza in linea a Pechino 2022)

### Mondiali
- 8 medaglie
  - 3 ori (staffetta mista[2], staffetta[2] a Östersund 2019; staffetta[2] a Pokljuka 2021)
  - 3 argenti (staffetta[2] a Anterselva 2020; staffetta a Oberhof 2023; staffetta a Nové Město na Moravě 2024)
  - 2 bronzi (sprint, inseguimento a Nové Město na Moravě 2024)

### Mondiali juniores
- 3 medaglie:
  - 1 oro (staffetta a Kontiolahti 2012)
  - 1 argento (inseguimento a Kontiolahti 2012)
  - 1 bronzo (staffetta a Nové Město na Moravě 2011)

### Europei
- 5 medaglie:
  - 2 ori (sprint a Bansko 2013; staffetta singola mista a Val Ridanna 2018)
  - 2 argenti (inseguimento a Bansko 2013; staffetta singola mista a Tjumen' 2016)
  - 1 bronzo (staffetta singola mista a Duszniki-Zdrój 2017)

### Coppa del Mondo
- Miglior piazzamento in classifica generale: 3º nel 2023
- Vincitore della Coppa del Mondo di partenza in linea nel 2023
- Vincitore della Coppa del Mondo di individuale nel 2023
- 59 podi (22 individuali, 37 a squadre), oltre a quelli conquistati in sede iridata e validi anche ai fini della Coppa del Mondo:
  - 31 vittorie (6 individuali, 25 a squadre)
  - 15 secondi posti (7 individuali, 8 a squadre)
  - 13 terzi posti (9 individuali, 4 a squadre)

#### Coppa del Mondo - vittorie
| Data             | Località             | Nazione     | Spec.                                                                      |
| ---------------- | -------------------- | ----------- | -------------------------------------------------------------------------- |
| 9 dicembre 2012  | Hochfilzen           | Austria     | RL (con Lars Helge Birkeland, Ole Einar Bjørndalen e Henrik L'Abée-Lund)   |
| 7 dicembre 2013  | Hochfilzen           | Austria     | RL (con Ole Einar Bjørndalen, Tarjei Bø e Emil Hegle Svendsen)             |
| 11 gennaio 2017  | Ruhpolding           | Germania    | RL (con Ole Einar Bjørndalen, Henrik L'Abée-Lund ed Emil Hegle Svendsen)   |
| 18 gennaio 2019  | Ruhpolding           | Germania    | RL (con Lars Helge Birkeland, Tarjei Bø e Johannes Thingnes Bø)            |
| 8 febbraio 2019  | Canmore              | Canada      | RL (con Lars Helge Birkeland, Erlend Bjøntegaard e Johannes Thingnes Bø)   |
| 15 febbraio 2019 | Salt Lake City       | Stati Uniti | SP                                                                         |
| 11 gennaio 2020  | Oberhof              | Germania    | RL (con Lars Helge Birkeland, Erlend Bjøntegaard e Johannes Dale)          |
| 7 marzo 2020     | Nové Město na Moravě | Rep. Ceca   | RL (con Johannes Dale, Tarjei Bø e Johannes Thingnes Bø)                   |
| 6 dicembre 2020  | Kontiolahti          | Finlandia   | RL (con Sturla Holm Lægreid, Tarjei Bø e Johannes Thingnes Bø)             |
| 4 dicembre 2021  | Östersund            | Svezia      | RL (con Sivert Guttorm Bakken, Tarjei Bø e Johannes Thingnes Bø)           |
| 5 dicembre 2021  | Östersund            | Svezia      | PU                                                                         |
| 12 dicembre 2021 | Hochfilzen           | Austria     | RL (con Sturla Holm Lægreid, Tarjei Bø e Johannes Thingnes Bø)             |
| 23 gennaio 2022  | Anterselva           | Italia      | RL (con Sturla Holm Lægreid, Tarjei Bø e Johannes Thingnes Bø)             |
| 4 marzo 2022     | Kontiolahti          | Finlandia   | RL (con Sivert Guttorm Bakken, Filip Fjeld Andersen e Sturla Holm Lægreid) |
| 12 marzo 2022    | Otepää               | Estonia     | MS                                                                         |
| 13 marzo 2022    | Otepää               | Estonia     | MX (con Sivert Guttorm Bakken, Tiril Eckhoff e Ingrid Landmark Tandrevold) |
| 1º dicembre 2022 | Kontiolahti          | Finlandia   | RL (con Sturla Holm Lægreid, Tarjei Bø e Johannes Thingnes Bø)             |
| 10 dicembre 2022 | Hochfilzen           | Austria     | RL (con Sturla Holm Lægreid, Filip Fjeld Andersen e Johannes Thingnes Bø)  |
| 8 gennaio 2023   | Pokljuka             | Slovenia    | SMX (con Ingrid Landmark Tandrevold)                                       |
| 13 gennaio 2023  | Ruhpolding           | Germania    | RL (con Sturla Holm Lægreid, Tarjei Bø e Johannes Thingnes Bø)             |
| 22 gennaio 2023  | Anterselva           | Italia      | RL (con Sturla Holm Lægreid, Tarjei Bø e Johannes Thingnes Bø)             |
| 5 marzo 2023     | Nové Město na Moravě | Rep. Ceca   | SMX (con Marte Olsbu Røiseland)                                            |
| 11 marzo 2023    | Östersund            | Svezia      | RL (con Endre Strømsheim, Vebjørn Sørum e Johannes Dale)                   |
| 12 marzo 2023    | Östersund            | Svezia      | MS                                                                         |
| 30 novembre 2023 | Östersund            | Svezia      | RL (con Endre Strømsheim, Tarjei Bø e Johannes Thingnes Bø)                |
| 10 dicembre 2023 | Hochfilzen           | Austria     | RL (con Sturla Holm Lægreid, Tarjei Bø e Johannes Thingnes Bø)             |
| 11 gennaio 2024  | Ruhpolding           | Germania    | RL (con Sturla Holm Lægreid, Johannes Dale e Tarjei Bø)                    |
| 13 gennaio 2024  | Ruhpolding           | Germania    | SP                                                                         |
| 21 gennaio 2024  | Anterselva           | Italia      | MS                                                                         |
| 3 marzo 2024     | Oslo Holmenkollen    | Norvegia    | SMX (con Juni Arnekleiv)                                                   |
| 8 marzo 2024     | Soldier Hollow       | Stati Uniti | RL (con Sturla Holm Lægreid, Tarjei Bø e Johannes Thingnes Bø)             |

Legenda:

SP = sprint

PU = inseguimento

MS = partenza in linea

RL = staffetta

MX = staffetta mista

SMX = staffetta mista individuale